# Волковка (Сумская область)
Волковка (укр. Вовківка) — село,
Ходинский сельский совет,
Глуховский район,
Сумская область,
Украина.
Код КОАТУУ — 5921589303. Население по переписи 2001 года составляло 104 человека.

## Географическое положение
Село Волковка находится у истоков реки Лапуга,
ниже по течению на расстоянии в 1,5 км расположено село Ходино.
Рядом проходит железная дорога, станция Гудово в 1,5 км.
В 1,5 км проходит граница с Россией.